# Scotoleon deflexus
Scotoleon deflexus är en insektsart som först beskrevs av Adams 1957.  Scotoleon deflexus ingår i släktet Scotoleon och familjen myrlejonsländor. Inga underarter finns listade i Catalogue of Life.